# تايلور هارينجتون
تايلور هارينجتون (بالإنجليزية: Taylor Harrington)‏ هو محرر أمريكي، ولد في 31 يوليو 1983.

## وصلات خارجية
- تايلور هارينجتون على موقع IMDb (الإنجليزية)